# Mauro Silveira
Mauro Santiago Silveira Lacuesta (Montevideo, Uruguay, 6 de mayo de 2000) es un futbolista uruguayo que juega como portero en el Junior F. C. de la Primera División de Colombia.

## Estadísticas

### Clubes
Actualizado al último partido disputado el 18 de agosto de 2025.
| Club                                 | Div.          | Temporada     | Liga  | Liga  | Liga    | Copas nacionales | Copas nacionales | Copas nacionales | Copas internacionales | Copas internacionales | Copas internacionales | Total | Total | Total   |
| Club                                 | Div.          | Temporada     | Part. | Goles | V. inv. | Part.            | Goles            | V. inv.          | Part.                 | Goles                 | V. inv.               | Part. | Goles | V. inv. |
| ------------------------------------ | ------------- | ------------- | ----- | ----- | ------- | ---------------- | ---------------- | ---------------- | --------------------- | --------------------- | --------------------- | ----- | ----- | ------- |
| Montevideo Wanderers F. C. · Uruguay | 1.ª           | 2018          | 4     | -3    | 1       | —                | —                | —                | —                     | —                     | —                     | 4     | -3    | 1       |
| Montevideo Wanderers F. C. · Uruguay | 1.ª           | 2019          | —     | —     | —       | —                | —                | —                | —                     | —                     | —                     | 0     | 0     | 0       |
| Montevideo Wanderers F. C. · Uruguay | 1.ª           | 2020          | 3     | -11   | 1       | —                | —                | —                | —                     | —                     | —                     | 3     | -11   | 1       |
| Montevideo Wanderers F. C. · Uruguay | 1.ª           | 2021          | 7     | -11   | 0       | —                | —                | —                | 2                     | -5                    | 1                     | 9     | -16   | 1       |
| Montevideo Wanderers F. C. · Uruguay | 1.ª           | 2022          | 22    | -23   | 5       | —                | —                | —                | 4                     | -2                    | 2                     | 26    | -25   | 7       |
| Montevideo Wanderers F. C. · Uruguay | 1.ª           | 2023          | 36    | -37   | 11      | 1                | -4               | 0                | —                     | —                     | —                     | 37    | -41   | 11      |
| Montevideo Wanderers F. C. · Uruguay | 1.ª           | 2024          | 14    | -18   | 4       | —                | —                | —                | 1                     | -1                    | 0                     | 15    | -19   | 4       |
| Montevideo Wanderers F. C. · Uruguay | 1.ª           | 2025          | 21    | -21   | 8       | —                | —                | —                | 1                     | 0                     | 1                     | 22    | -21   | 9       |
| Montevideo Wanderers F. C. · Uruguay | Total club    | Total club    | 107   | -124  | 30      | 1                | -4               | 0                | 8                     | -8                    | 4                     | 116   | -136  | 34      |
| Junior · Colombia                    | 1.ª           | 2025          | 7     | 7     | 2       | —                | —                | —                | —                     | —                     | —                     | 7     | 7     | 2       |
| Junior · Colombia                    | Total club    | Total club    | 7     | 7     | 2       | 0                | 0                | 0                | 0                     | 0                     | 0                     | 7     | 7     | 2       |
| Total carrera                        | Total carrera | Total carrera | 114   | -131  | 32      | 1                | -4               | 0                | 8                     | -8                    | 4                     | 123   | -143  | 36      |

### Selección
Actualizado al último partido disputado el 5 de agosto de 2019.
| Sub-17 · Uruguay  |                   |    |    |   |   |   |   |    |    |   |     |     |   |
| 2016              | -                 | -  | -  | - | - | - | 4 | -6 | 1  | 4 | -6  | 1   |   |
| 2017              | 2                 | -4 | 0  | - | - | - | - | -  | -  | 2 | -4  | 0   |   |
| Total sel.        | 2                 | -4 | 0  | - | - | - | 4 | -6 | 1  | 6 | -10 | 1   |   |
| Sub-20 · Uruguay  |                   |    |    |   |   |   |   |    |    |   |     |     |   |
| 2018              | -                 | -  | -  | - | - | - | 4 | -3 | 2  | 4 | -3  | 2   |   |
| 2019              | -                 | -  | -  | 0 | 0 | 0 | - | -  | -  | 0 | 0   | 0   |   |
| Total sel.        | -                 | -  | -  | 0 | 0 | 0 | 4 | -3 | 2  | 4 | -3  | 2   |   |
| Sub-22 · Uruguay  |                   |    |    |   |   |   |   |    |    |   |     |     |   |
| 2019              | 1                 | 0  | 1  | - | - | - | - | -  | -  | 1 | 0   | 1   |   |
| Total sel.        | 1                 | 0  | 1  | - | - | - | - | -  | -  | 1 | 0   | 1   |   |
| Total selecciones | Total selecciones | 3  | -4 | 1 | - | - | - | 8  | -9 | 3 | 11  | -13 | 4 |
| 1.                |                   |    |    |   |   |   |   |    |    |   |     |     |   |